# Commission des pétitions
La commission des pétitions (PETI) est l'une des 22 commissions et sous-commissions du Parlement européen.
Elle est chargée des questions relatives aux pétitions et aux relations avec le Médiateur européen.

## Principaux membres

### Législature 2009-2014
| Nom                            | Position au sein de la commission | Pays    | Groupe politique |
| ------------------------------ | --------------------------------- | ------- | ---------------- |
| Erminia Mazzoni                | Présidente                        | Italie  | PPE              |
| Chrysoúla Saatsóglou-Paliadéli | Vice-présidente                   | Grèce   | S&D              |
| Willy Meyer                    | Vice-président                    | Espagne | GUE/NGL          |
| Carlos Iturgaiz                | Vice-président                    | Espagne | PPE              |
| Ágnes Hankiss                  | Vice-présidente                   | Hongrie | PPE              |

### Législature 2019-2024
| Nom               | Position au sein de la commission | Pays     | Groupe politique |
| ----------------- | --------------------------------- | -------- | ---------------- |
| Dolors Montserrat | Présidente                        | Espagne  | PPE              |
| Tatjana Ždanoka   | Vice-présidente                   | Lettonie | Verts/ALE        |
| Yana Toom         | Vice-présidente                   | Estonie  | RE               |
| Ryszard Czarnecki | Vice-président                    | Pologne  | CRE              |
| Cristina Maestre  | Vice-présidente                   | Espagne  | S&D              |